# ジアザビシクロウンデセン
ジアザビシクロウンデセン (1,8-diazabicyclo[5.4.0]undec-7-ene) とは、有機合成化学で用いられる反応試剤のひとつ。
一般的には DBU の略称で呼ばれているが、DBU はサンアプロ株式会社（三洋化成工業とエボニックの合弁会社）の登録商標である。アミン臭を示す無色の液体。
DBU はアミジン部位に由来する強塩基性を持ち、さらに求核性が比較的弱いことから、脱ハロゲン化水素を行う場合の塩基として用いられる。特に、通常のアミンを使えば副反応として求核置換反応が起こる可能性のある系において DBU が利用される。
ハロゲン化アルキルからアルケンを、ジハロゲン化アルキルからアルキンを与える反応が代表的であるが、基質はハロアルカンに限らない。ハロゲン化アルケニルをアルキンに、1,1-ジハロゲン化アルケニルをハロゲン化アルキニルに変えることもできる。
DBU と同様の反応性が利用される試剤に、ジアザビシクロノネン (DBN) がある。